# 4238 Audrey
4238 Audrey је астероид главног астероидног појаса чија средња удаљеност од Сунца износи 2,406 астрономских јединица (АЈ).
Апсолутна магнитуда астероида је 13,7.